# Eugénie Potonié-Pierre
Eugénie Potonié-Pierre (Lorient, Morbihan, 5 de noviembre de 1844–Fontenay-sous-Bois, 12 de junio de 1898) fue una periodista y feminista francesa. Pacifista radical y socialista. Está considera como una de las creadoras del movimiento feminista en Francia.
Fundó la Federación Francesa de Sociedades Feministas en 1892.

## Biografía
Hija del furierista Guillaume Pierre, profesor de letras y filosofía y militante falansteriano muy activo en Lorient y Quimper durante la Segunda República, descubre las ideas de Fourier en el marco familiar.
Parece que inicialmente fue institutriz pero enseguida se consagró a la escritura y al activismo. Vivió con el publicista y activista pacifista Edmond Potonié (1829-1902) casado con una alemana y separado desde 1867 cuando ésta traslada su residencia a Berlín junto a sus dos hijos.
Eugénie y Edmond vivieron juntos en Fontenay-sous-Bois y asociaron sus apellidos, presentándose en las conferencias o en sus escritos con los nombres de Eugénie Potonié-Pierre y Edmond Potonié-Pierre. Los textos en común los firman a veces sólo EPP o Potonié-Pierre.

### Activismo feminista, pacifista y socialista
El activismo se centra en el pacifismo, el socialismo (escribe en La Revue socialiste y en L’Almanach de la Question sociale, de Argyriades, asiste en 1893 al Congreso Nacional del Partido Obrero de Jules Guesde) y sobre todo el feminismo, combates que comparte con su compañero y donde coincide con la fourierista, pacifista y feminista Virginie Griess-Traut.
En 1878, Eugénie Pierre es secretaria del congreso de las mujeres en París, participa en la organización de los congresos feministas internacionales de 1892 y 1896 e interviene en el congreso feminista de Bruselas en 1897. 
Colabora en los periódicos La Citoyenne, de Hubertine Auclert ; el Journal des femmes de Maria Martin) y contribuye a la fundación de La Solidarité des femmes (1891) de la que es secretaria general. Este grupo feminista era de composición mixta pero los estatutos tenían previsto una secretaria y una tesorera (no hay presidencia en la asociación) y las sesiones presididas por una mujer promovían la lucha pacífica en favor de "la igualdad de sexos y de emancipación social". La Solidarité des femmes, señalan Laurence Klejman y Florence Rochefort, "aporta un punto de vista feminista en cuestiones de orden general y aborda la condición femenina con un ángulo a menudo original".
Eugénie Pierre reivindica el derecho al voto para las mujeres, intenta hacerse inscribir en las listas electorales y se presenta ella misma a varios escrutinios. También pide la libertad de trabajo para las mujeres.
Tiene un importante papel en el movimiento feminista por sus actividades de propaganda. Funda igualmente la Unión Internacional de Mujeres por la Paz.
En los años 1870, se convierte en la secretaria de la Sociedad para la mejora de la condición de las mujeres a la cual pertenecen igualmente Léon Richer y Maria Deraismes. Participa también en la redacción del semanario El Derecho de las mujeres de Léon Richer.
Murió súbitamente a los 54 años, por una hemorragia cerebral en Fontenay-sous-Bois el 12 de junio de 1898. Sus cenizas fueron depositadas en el columbarium del Padre-Lachaise (caja n°755).